# Saint-Mathieu-de-Tréviers
Saint-Mathieu-de-Tréviers is een gemeente in het Franse departement Hérault (regio Occitanie). De gemeente werd op 1 januari 2017 overgeheveld van het arrondissement Montpellier naar het arrondissement Lodève. Saint-Mathieu-de-Tréviers telde op 1 januari 2022 4.869 inwoners.

## Geografie
De oppervlakte van Saint-Mathieu-de-Tréviers bedroeg op 1 januari 2022 21,92 vierkante kilometer; de bevolkingsdichtheid was toen 222,1 inwoners per km².

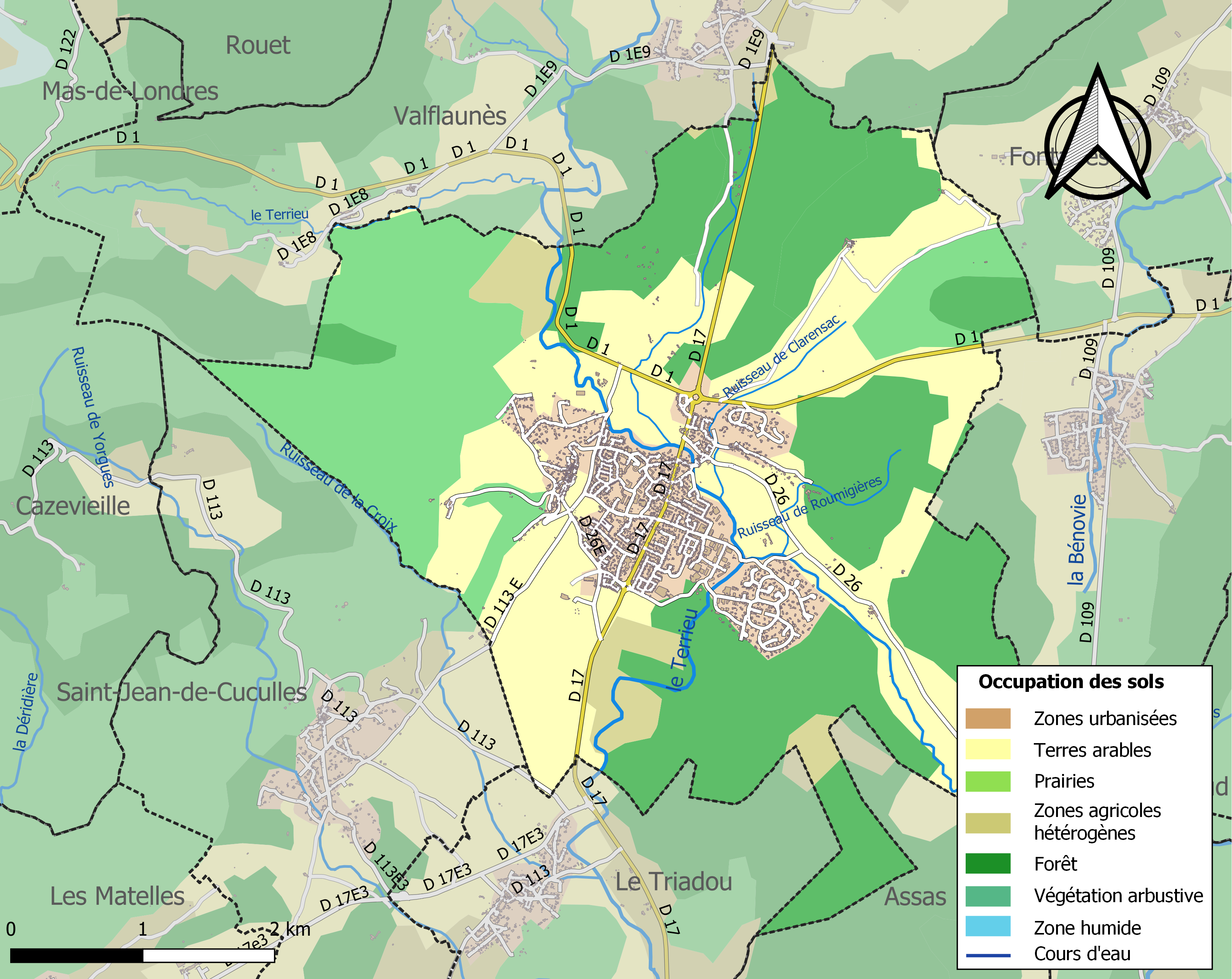
Kaart van de gemeente met belangrijkste infrastructuur, bodemgebruik en omliggende gemeenten

## Demografie
Onderstaande figuur toont het verloop van het inwonertal (bron: INSEE-tellingen).